# Lunar Orbiter 1
Lunar Orbiter 1 là một phi thuyền không người lái, và là một phần của chương trình Lunar Orbiter. Đây là phi thuyền không người lái đầu tiên của Mỹ bay quanh Mặt Trăng. Nó được thiết kế chủ yếu để chụp các khu vực nhẵn trên bề mặt Mặt Trăng để lựa chọn và xác minh các địa điểm hạ cánh an toàn cho chương trình Surveyor và chương trình Apollo. Nó cũng được trang bị để thu thập selenodetic, cường độ bức xạ và micrometeoroid.

## Tóm tắt nhiệm vụ
Những người điều khiển sứ mệnh đã đưa tàu vũ trụ vào quỹ đạo đỗ quanh Trái Đất vào ngày 10 tháng 8 năm 1966, lúc 19:31 UTC. Sự phóng chuyển tiếp Mặt Trăng xảy ra lúc 20:04 UTC. Tàu vũ trụ đã gặp sự cố tạm thời đối với thiết bị theo dõi sao Canopus và gặp phải nhiệt độ quá nóng trong hành trình tới Mặt Trăng. Vấn đề theo dõi sao đã được giải quyết bằng cách điều hướng sử dụng Mặt Trăng làm tham chiếu và tình trạng nhiệt độ quá nóng được giảm bớt bằng cách hướng tàu vũ trụ lệch 36 độ so với Mặt Trời để giảm nhiệt độ.
Lunar Orbiter 1 đã được đưa vào quỹ đạo quanh Mặt Trăng gần xích đạo hình elip 92, 1 giờ sau khi phóng. Quỹ đạo ban đầu là 189,1 nhân 1.866,8 kilômét (117,5 mi × 1.160,0 mi), và có chu kỳ 3 giờ 37 phút và độ nghiêng là 12,2 độ. Vào ngày 21 tháng 8, perilune giảm xuống còn 58 km (36 mi) và ngày 25 tháng 8 là 40,5 km (25,2 mi). Tàu vũ trụ đã thu thập dữ liệu ảnh từ ngày 18 đến ngày 29 tháng 8 năm 1966 và quá trình đọc ra diễn ra cho đến ngày 14 tháng 9 năm 1966.